# Amar sin ser amada
"Amar Sin Ser Amada" é uma canção gravada pela cantora mexicana Thalía, para seu nono álbum de estúdio El Sexto Sentido (2005).

## Informação da música
A canção é escrita e produzida pelo colombiano Estéfano e Jose Luis Pagán. A versão inglesa foi escrita por Thalía.
Traduzido literalmente "Amar Sin Ser Amada" significa "Amar sem ser amada". Na música, Thalía aconselha as mulheres que estão "de coração partido" a deixar tudo para trás e tentam não pensar mais em seus ex. Quando ela involuntariamente pensa nele e sente falta dele, ela tem que se lembrar da dor que passou, então ela nunca passará por isso novamente.
A canção chegou a número dois na Hot Latin Tracks na Billboard.

## Vídeo musical
O vídeo foi filmado em um fundo branco. Havia dois videoclipes para a música. Um para a versão em espanhol ("Amar sin ser amada") e outro para o inglês ("You Know He Never Loved You"). A versão em inglês contém a mesma filmagem do vídeo em espanhol.
O videoclipe foi dirigido por Jeb Brien e filmado em Nova York, e foi lançado oficialmente pela Primer Impacto da TV Magazine.
O vídeo começa com um rádio vintage e uma voz de mulher falando em francês. Nós então vemos Thalia e seu namorado distante em um carro. Quando saem do carro (com o namorado de Thalia pegando seu violão), eles vão a um restaurante onde tomam copos de champanhe juntos. Thalia tenta seduzi-lo algumas vezes, mas o namorado a afasta. Ao ver seu namorado agir de forma distante, ela começa a confrontá-lo, voltando para o carro. Thalia vê seu namorado no espelho retrovisor tentando segui-la (novamente levando seu violão com ele) enquanto ela dá uma última olhada nele antes de ir embora. Cenas de Thalia cantando são mostradas, assim como ela fazendo pole dancing, enquanto lamenta em uma cadeira.

## Listagens de faixas
Argentina 5" CD single
1. "Amar Sin Ser Amada" [Album Version] – 3:31

## Desempenho nas tabelas musicais

### Posições
| Chart (2005)                                        | Maior posição |
| --------------------------------------------------- | ------------- |
| Estados Unidos (Billboard Hot Latin Songs)          | 2             |
| Estados Unidos (Billboard Latin Pop Airplay)        | 2             |
| Estados Unidos (Billboard Regional Mexican Airplay) | 7             |